# ختم جودة المؤسسة الأوروبية لأبحاث الحساسية
ختم الجودة للمؤسسة الأوروبية لأبحاث الحساسية يعد علامة معتمدة تساعد على اختيار المنتجات والخدمات المُقدمة للمستهلكين الذين يعانون من الحساسية. منحت هذه المؤسسة الغير هادفة للربح عام 2006 التصديق على المتجات التي تلبي المتطلبات الخاصة بمرضى الحساسية. توجد قائمة معايير خاصة بكل مجموعة من المنتجات والخدمات المُقدمة لمرضى الحساسية وهذه القائمة يتم تحديثها على نحوٍ منتظم وفق أحدث ما توصلت إليه الأبحاث العلمية. أصبحت المجتمعات التي تضبط منتجاتها بما يناسب حاجة مرضى الحساسية مؤهلة للحصول على شهادة من هذه المؤسسة منذ عام 2008م، حاليًا تحمل المجتمعات التالية هذا الختم كمجتمعات آمنة لمرضى الحساسية: منتجع بحر البلطيق بجزيرة روغن، جزيرة بوركوم ببحر الشمال، باد هيندلانج بمنطقة ألغاو والبلديات الألمانية الخمسة (شوناخ، شونڤالد، فورتڤاجن، سانت جورجين وأُنتيركيرناخ بالغابة السوداء)، بالإضافة إلى شمايلنبرجر ساور لاند بمنطقة إيسلوي. ويظل هذا الختم صالحًا لمدة عامان بدون أية مصاريف ويمكن أن يمتد طالما أن الخدمات والمنتجات المقدمة مازالت على نفس المعايير.

## معايير الاختيار
يُعد هذا الختم شهادةً اوروبية. تمنح المؤسسة الختم بناءًا على توافر المتطلبات التي تم تحديدها والتصديق عليها ومراقبتها عن طريق اللجنة الاستشارية العلمية الدولية التابعة للمؤسسة. في العموم جميع المنتجات كالبضائع المستهلكة والمنتجات الغذائية وجميع الخدمات كالفنادق والمطاعم  يُمكن ان تحصل على هذه الشهادة. حيث يجب ان تقدم الأدلة على أن هذه المنتجات أو الخدمات تحسن من جودة الحياة للمستهلكين الذين يعانون من الحساسية، ويتم أخذ عينة عشوائية باستمرار لمتابعة جودة الخدمة أو المنتج.